# Frick and Frack
Pour les articles homonymes, voir Frick.

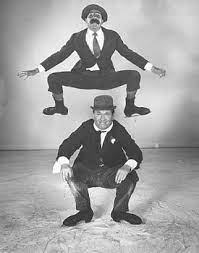

Frick et Frack sont un duo de patineurs comiques originaires de Suisse. Ils arrivent aux États-Unis en 1937 et se joignent au spectacle original Ice Follies. Le vrai nom de Frick est Werner Groebli (21 avril 1915 - 14 avril 2008), né à Bâle, et celui de Frack est Hansruedi (Hans Rudolf) Mauch (2 mai 1919 - 4 juin 1979), également né à Bâle. Frick et Frack sont connus pour patiner en culottes de cuir alpines et pour exécuter des figures excentriques sur la glace, notamment l'« aigle écarté en porte-à-faux » inventé par Groebli et les « jambes en caoutchouc » de Mauch, qui consistent à tordre et à plier les jambes tout en patinant en position d'aigle écarté. Depuis, peu de patineurs ont réussi à démontrer la routine du duo.
Michael Mauch, le fils de Hans, a décrit l'origine de leurs noms : « Frick tire son nom d'un petit village de Suisse ; Frack est un mot suisse-allemand désignant une redingote que mon père portait au début de son numéro de patinage. Ils ont assemblé les mots comme une blague typiquement suisse ».

## Histoire
Frick et Frack sont devenus célèbres avec les Ice Follies, une revue organisée par Eddie Shipstad et son frère Roy, lancée en 1936 et qui a duré près de 50 ans. Ils ont également atteint un public mondial lorsqu'ils ont commencé à se produire dans des films, notamment Silver Skates (1943) et dans la production Monogram Pictures Lady, Let's Dance en 1944. Leur collaboration a duré si longtemps et ils étaient si connus à un moment donné que leurs noms sont devenus une référence dans de nombreuses langues.
Frick et Frack ont couru pendant de nombreuses années avec les Ice Follies, jusqu'à ce que Hans Mauch (Frack) soit atteint d'ostéomyélite. Il prend sa retraite en 1953 et meurt le 4 juin 1979 à Long Beach, Californie à l'âge de 60 ans. Il est marié à Mary M. Elchlepp de Minneapolis, l'une des premières Ice Folliettes.
Jusqu'à un âge avancé, Werner Groebli, né à Bâle le 21 avril 1915 s'est produit en tant que « Monsieur Frick », jusqu'à ce qu'un accident l'oblige à prendre sa retraite en 1980. Dans les années 1960, il est apparu comme candidat dans la série télévisée original Match Game sur NBC. Groebli vit pendant plus de 10 ans dans la région de Palm Springs, Californie, jusqu'au décès de sa femme, Yvonne Baumgartner, en 2002. En 1999, il est présenté dans une émission spéciale de PBS.
Groebli décède le 14 avril 2008 à Zurich à l'âge de 92 ans. David Thomas, l'un de ses partenaires de patinage après la retraite de Mauch, annonce qu'il est décédé à la suite de complications après une fracture de la jambe dans une maison de soins à l'extérieur de Zurich.

## Dans la culture populaire
« Frick et Frack » est devenu un terme anglais argot qui fait référence à deux personnes si étroitement liées qu'il est impossible de les distinguer,. Les drôles de mécaniciens radio Tom et Ray Magliozzi se sont produits pendant des années sous le nom de Click and Clack.